# إدوارد يوجين هاربر
إدوارد يوجين هاربر (بالإنجليزية: Edward Eugene Harper) هو مجرم أمريكي، ولد في 1 مارس 1946 في نيومكسيكو في الولايات المتحدة.